# Georg Elfengren
Georg (Yrjö) Elfengren, ros. Георгий Евгеньевич Эльфенгрен (ur. 8 września 1889 we wsi Karmila, zm. 9/10 czerwca 1927 w Moskwie) – rosyjski wojskowy, bojownik antysowiecki, działacz ingermanlandzki.

## Życiorys
Pochodził z fińskiej rodziny. W 1903 r. ukończył 1 korpus kadetów w Sankt Petersburgu, w 1906 r. morski korpus kadetów, w 1908 r. aleksandrowski korpus kadetów, zaś w 1910 r. nikołajewską szkołę kawaleryjską. Służył w lejbgwardii Pułku Kirasjerów. Brał udział w I wojnie światowej. Został ranny. Od 1916 r. pełnił funkcję adiutanta dowódcy III Korpusu Armijnego. Po zamachu na Grigorija J. Rasputina pod koniec grudnia 1916 r. został aresztowany, ale w wyniku wybuchu rewolucji lutowej 1917 r. wypuszczono go na wolność. Został zastępcą przewodniczącego Związku Kawalerów Gieorgijowskich. Aktywnie uczestniczył w buncie oddziałów gen. Ławra G. Korniłowa, po upadku którego w sierpniu 1917 r. przybył na Krym. Od października tego roku brał udział w walkach Tatarów krymskich z bolszewikami. W lutym 1918 r. poprzez Piotrad przedostał się do Finlandii, gdzie – po otrzymaniu stopnia majora – objął dowództwo 1 Pułku Karelskiego. Po ukończeniu fińskiej wojny domowej został członkiem delegacji mieszkańców Karelii, która przedstawiła parlamentowi projekt przyłączenia do Finlandii południowej części tej krainy.  Od końca 1918 r. pełnił funkcję komendanta wojskowego okręgów wyborskiego i pogranicznego. W lipcu 1919 r. został dowódcą Pułku Północnoingermanlandzkiego. Jednocześnie zorganizował przy granicy z Finlandią tzw. Republikę Północnej Ingrii. Podjął nieudane próby zwiększenia jej terytorium w kierunku południowo-wschodnim. Pod koniec 1919 r. odsunięto go od wszystkich pełnionych funkcji, zagrażał mu nawet areszt. Po podpisaniu w Tartu umowy pokojowej pomiędzy Estonią i Rosją Sowiecką w lutym 1920 r., został przedstawicielem Białych w Finlandii. W tym czasie nawiązał bliskie kontakty z Borysem W. Sawinkowem. Na początku 1921 r. związał się z konspiracyjnymi organizacjami antybolszewickimi w Piotrogradzie i Kronsztadzie. Następnie przybył do Polski, gdzie w połowie lipca tego roku współorganizował Ludowy Związek Obrony Ojczyzny i Wolności w Warszawie. Odpowiadał za organizowanie walki partyzanckiej na północnych granicach Rosji Sowieckiej. W 1922 r. formował grupę bojową, której zadaniem było zorganizowanie zamachu na członków delegacji sowieckiej konferencji genueńskiej. Następnie nawiązał kontakt z Sidneyem Reilly. W 1925 r. tajnie przedostał się do ZSRR, ale w rejonie Tweru został aresztowany przez OGPU. Rozstrzelano go w więzieniu w Moskwie w nocy z 9 na 10 czerwca 1927 r., po zabójstwie w Warszawie polpreda Piotra Ł. Wojkowa.